# Pierre de Limoges
Ne doit pas être confondu avec la Pierre de Limoges, archevêque de Césarée.
Pour les articles homonymes, voir Limoges (homonymie).
 (février 2020).
Si vous disposez d'ouvrages ou d'articles de référence ou si vous connaissez des sites web de qualité traitant du thème abordé ici, merci de compléter l'article en donnant les références utiles à sa vérifiabilité et en les liant à la section « Notes et références ».
Pierre de Limoges est un religieux catholique du XIIe siècle et prieur général de l'ordre de Grandmont. 

## Biographie
Le 8 février 1124, à la mort du fondateur de l'ordre Étienne de Muret, Pierre de Limoges en devient le second abbé, à la suite d'une élection parmi les disciples d’Étienne. Mais à la suite de querelles de voisinage avec les bénédictins d'Ambazac, les frères de Muret sont forcés de déménager. En 1125, il supervise l'installation du premier prieuré de l'ordre à Grandmont (qui deviendra l'abbaye de Grandmont, commune de Saint-Sylvestre) sur les terres du seigneur Amélius de Montcocu. Il devient donc le premier prieur de l'ordre, étant donné que l'enclos de Muret fondé par Saint Étienne n'était qu'un simple ermitage et qu'Etienne n'était que diacre. A sa suite, et jusqu'en 1317 où plusieurs celles seront érigées en prieurés par Jean XXII, l'abbé sera le seul prieur de l'ordre de Grandmont.
En 1125, il fait porter en procession le corps d’Étienne de Muret jusqu'au nouveau prieuré et plusieurs miracles ont lieu. De peur que les prodiges attirent trop de visiteurs et troublent la quiétude des moines, Pierre de Limoges se rend sur le tombeau d’Étienne et menace de jeter son corps dans la rivière si les miracles ne cessent pas. La tradition veut que les miracles s'arrêtèrent à la suite de cet incident.
Pierre de Limoges meurt le 5 janvier 1137. Il est vénérable et fêté le 8 janvier.